# Морозов Станіслав Олександрович
Станісла́в Олекса́ндрович Моро́зов (нар. 1 лютого 1979 року, Свердловськ, РРФСР, СРСР) — колишній український фігурист, що виступав у парному спортивному катанні. З 2004 року виступав у парі з Тетяною Волосожар, разом з якою став чотириразовим чемпіоном України (2005, 2007, 2008 і 2010 роки), неодноразовим учасником чемпіонатів світу і Європи, інших міжнародних змагань найвищого рівня (найкращі досягнення — срібло Зимових Універсіад 2005 і 2007 роках, призові місця етапів серії Гран-Прі сезону 2008/2009, на ЧС з фігурного катання — 4-е місце 2007 року, на ЧЄ з фігурного катання — 4-ті місця (2008—10, три роки поспіль); зі своєю попередньою партнеркою Оленою Савченко (виступала також за Німеччину) здобував золото чемпіонату світу серед юніорів (2001), двічі вигравав національну першість України (2000 і 2001 років).

## Кар'єра

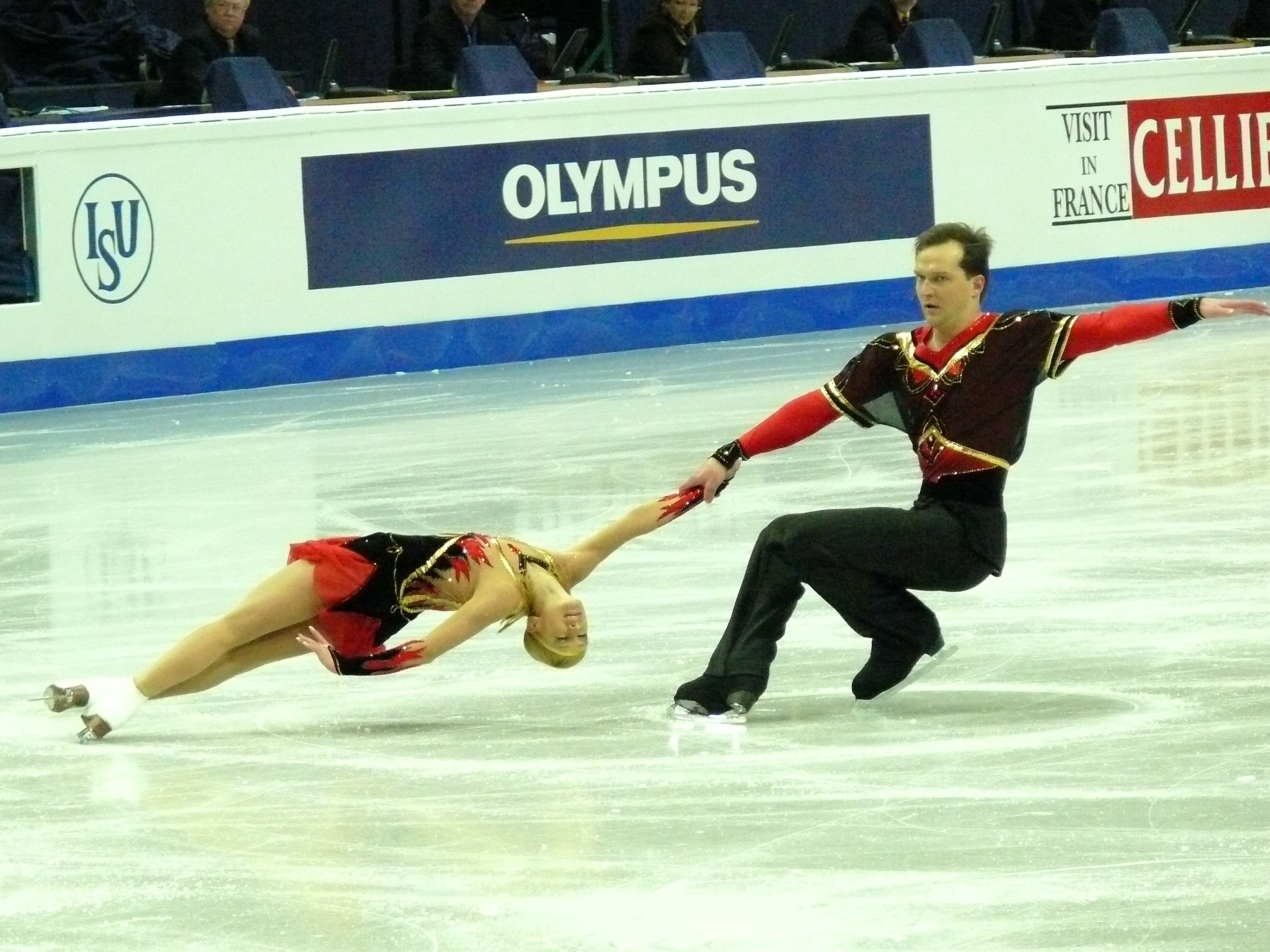
Тетяна Волосожар і Станіслав Морозов на Чемпіонаті світу з фігурного катання 2008 року.

Станіслав почав кататися на ковзанах у 4-річному віці в Одесі. Потому його родина переїхала до Києва і молодий фігурист продовжив свої тренування на ковзанці «Крижинка». Першою партнеркою Станіслава була Олена Білусовська. Першим тренером спортсмена став його батько — Олександр Морозов.
Наступною партнеркою хлопця була Олена Савченко. Тренувала пару відомий український фахівець Галина Кухар. Пара Савченко/Морозов виграли юніорський Чемпіонат світу з фігурного катання 2001 року, двічі ставали чемпіонами з фігурного катання України, на XIX Зимовій Олімпіаді (Солт-Лейк-Сіті, США, 2002) фінішували 15-ми.
Після цього олімпійського турніру пара розпалася. Савченко переїхала до Німеччини, а Станіслав у 2004 році став у пару з Т. Волосожар. З нею вони тричі перемагали на Українській національній першості з фігурного катання, брали участь у XX Зимовій Олімпіаді (Турин, 2006), де стали 12—ми. Пара тренувалася в української спеціалістки Галина Кухар у Києві, постановником програм виступав Микола Морозов.
Влітку 2008 року було оголошено про переїзд пари Волосожар/Морозов до Німеччини для роботи з тренером Інго Штоєром. Ця зміна не в останню чергу пов'язана із закриттям в Україні ковзанки, на якій тренувалися спортсмени.
Початок сезону 2008/2009 років видався для пари Волосожар/Морозов доволі вдалим: пара успішно виступала на етапах серії Гран-Прі, ставши третьою на «Cup of Russia» і другою на «Cup of China», уперше в кар'єрі відібравшись на Фінал Гран-прі з фігурного катання, де фігуристи зайняли доволі високе 4-е місце.
Після повернення з Кореї на тренувальну базу в німецькому Хемніці спортсмени вирішили не брати участі в Національній першості України з фігурного катання 2009 року (з огляду на додаткові незручності з перельотами і фінансовим недозабезпеченням, а також через фактичну відсутність конкуренції на турнірі), натомість пара взяла участь у відкритій першості Німеччини з фігурного катання, де виступили найкраще з-поміж інших закордонних пар.
На чемпіонаті Європи з фігурного катання 2009 року пара Волосожар/Морозов посіла 4-е місце.
Перед від'їздом на ЧС-2009 (Лос-Анджелес, США) у Т.Волосожар і С.Морозова виникли певні проблеми з фінансуванням, про що спортсмени відкрито заявили, в тому числі і критикуючи Національну Федерації України з фігурного катання на ковзанах та її очільницю Л.Супрун, однак зрештою найкраща українська спортивна пара виїхала на ЧС-2009, на якому посіла 6-у позицію, забезпечивши участь на ЧС-2010 участь 2 спортивних пар від України.
Сезон 2009/2010 років, пара розпочала з обнадійливого «срібного» успіху на турнірі «Nebelhorn Trophy» наприкінці вересня 2009 року, щоправда основні конкуренти — російські спортивні пари участі в змаганнях не брали. Попри успішні виступи на етапах серії Гран-Прі — срібло на «Skate America»—2009 та бронзу на «Cup of China»—2009 не змогли відібратися до Фіналу Гран-Прі, хоча були близькими за очками. На ЧЄ—2010 з фігурного катання в Таллінні втреттє поспіль стали 4-тими. На головних стартах сезону — турнірі спортивних пар на XXI Зимовій Олімпіаді (Ванкувер, Канада, 2010) показали 8-й результат.

## Спортивні досягнення
(з Тетяною Волосожар)
| Змагання/Сезон                         | 2004/2005 | 2005/2006 | 2006/2007 | 2007/2008 | 2008/2009 | 2009/2010 |
| -------------------------------------- | --------- | --------- | --------- | --------- | --------- | --------- |
| Зимові Олімпійські ігри                |           | 12        |           |           |           | 8         |
| Чемпіонати світу з фігурного катання   | 10        | 10        | 4         | 9         | 6         |           |
| Чемпіонати Європи з фігурного катання  | 5         |           | 5         | 4         | 4         | 4         |
| Чемпіонати України з фігурного катання | 1         |           | 1         | 1         |           | 1         |
| Фінал Гран-прі з фігурного катання     |           |           |           |           | 4         |           |
| Етапи Гран-Прі: «Skate America»        |           |           |           |           |           | 2         |
| Етапи Гран-Прі: «Cup of China»         |           |           |           |           | 2         | 3         |
| Етапи Гран-Прі: «NHK Trophy»           |           |           |           | 4         |           |           |
| Етапи Гран-Прі: «Trophee Eric Bompard» |           |           |           | 5         |           |           |
| Етапи Гран-Прі: «Cup of Russia»        | 5         |           |           |           | 3         |           |
| Турніри «Nebelhorn Trophy»             |           |           |           |           | 3         | 2         |
| Зимові Універсіади                     | 2         |           | 2         |           |           |           |
| Меморіали Карла Шефера                 | 1         |           |           |           |           |           |

(з Оленою Савченко)
| Змагання/Сезон                                     | 1998-1999 | 1999-2000 | 2000-2001 | 2001-2002 |
| -------------------------------------------------- | --------- | --------- | --------- | --------- |
| Зимові Олімпійські ігри                            |           |           |           | 15        |
| Чемпіонати світу з фігурного катання               |           |           | 9         |           |
| Чемпіонати Європи з фігурного катання              |           | 7         | 6         |           |
| Чемпіонати світу з фігурного катання серед юніорів | 13        | 12        | 1         |           |
| Чемпіонати України з фігурного катання             | 2         | 1         | 1         |           |
| Етапи Гран-Прі: «Skate Canada»                     |           |           | 6         |           |
| Етапи Гран-Прі: «Cup of Russia»                    |           | 4         |           |           |
| Турніри «Nebelhorn Trophy»                         |           | 1         |           |           |
| Етапи юніорського Гран-Прі: JGP Croatia            |           | 1         |           |           |
| Фінал юніорського Гран-Прі                         |           | 1         |           |           |

## Виноски
1. ↑  Досьє С.Морозова на сайті olympicgames.com.ua. Архів оригіналу за 15 червня 2009. Процитовано 24 березня 2009.
2. ↑  Волосожар і Морозов переїжджають до німеччини. Архів оригіналу за 17 червня 2008. Процитовано 24 березня 2009.
3. ↑  Тетяна Волосожар: перехід до Інґо Штойєра в тому числі пов'язаний із закриттям в Україні єдиної ковзанки[недоступне посилання з червня 2019]
4. ↑  Медалі за свій рахунок
5. ↑  Результати позаконкурсних виступів на сайті Німецької Федерації фігурного катання. Архів оригіналу за 3 березня 2009. Процитовано 24 березня 2009.
6. ↑  Романчук СвятославЛьодове побоїще. Збірна України з фігурного катання відбула до Лос-Анджелеса на Чемпіонат світу [Архівовано 4 вересня 2014 у Wayback Machine.] // «Український Тиждень» (укр.)
7. ↑  Ирина ГОЛИНЬКО, Анна САВЧИК Чемпионат с подтекстом. Во вторник стартует чемпионат мира по фигурному катанию // газ. «СЭ в Украине» (рос.)